# Surangel Whipps
Surangel Whipps (ur. 21 lutego 1941) – palauski polityk, członek Izby Delegatów (1984–2000) i senator od roku 2000, przewodniczący Senatu od 2007.

## Życiorys
Surangel Whipps urodził się w Airai. Ukończył szkołę podstawową w Palau oraz szkołę średnią w Guam. W latach 1964–1966 służył jako medyk w US Army. Ukończył studia licencjackie z dziedziny zarządzania na University of Baltimore w 1971 roku. W czasie pobytu w Stanach Zjednoczonych poznał swoją żonę, z którą ma czworo dzieci.
Surangel Whipps do Palau wrócił w roku 1972. Został wówczas menedżerem Palau Fisheries Coop. oraz współzałożycielem Restauracji WHYS. Był również menedżerem Mikronezyjskiej Korporacji Przemysłowej (MIC). W 1980 roku założył Surangel and Sons' Company, hurtownię spożywczą, którą następnie przejął jego syn.
Karierę polityczną Whipps rozpoczął w roku 1982, kiedy został wybrany przewodniczącym prowincji Ngatpang. W 1984 wszedł po raz pierwszy w skład Izby Delegatów (niższa izba Kongresu Narodowego Palau), w której zasiadał do roku 2000. 
W listopadzie tegoż roku Whipps zdobył mandat senatora z najwyższą liczbą uzyskanych głosów. W wyborach w listopadzie 2004 roku wywalczył reelekcję. 25 kwietnia 2007 został wybrany przewodniczącym Senatu. 
Surangel Whipps był jednym z czterech kandydatów w wyborach prezydenckich w Palau jesienią 2008 roku. Wybory w Palau oparte są na dwuturowej ordynacji większościowej: dwóch kandydatów z najlepszymi wynikami w pierwszej turze ubiega się w drugiej o prezydenturę kraju. Pierwsza tura wyborów prezydenckich odbyła się 23 września. Pierwsze miejsce zajął w niej dotychczasowy wiceprezydent Camsek Chin z 3 tysiącami głosów poparcia, a drugą lokatę uzyskał Johnson Toribiong z wynikiem 2,5 tysiąca głosów. Przeszli oni do drugiej tury wyborów 4 listopada. Surangel Whipps był trzeci z wynikiem 2,25 tysiąca głosów i razem z czwartym Joshuą Koshibą (1,4 tysiąca głosów) odpadł z rywalizacji.
Whipps w wyborach generalnych 4 listopada 2008 roku z powodzeniem ubiegał się o mandat senatora. Spośród 43 kandydatów walczących o miejsce w 13-osobowym Senacie, zajął pierwsze miejsce, zdobywając 6448 głosów poparcia.